# Reichsmarschall

Złoty naramiennik Reichsmarschalla

Oznaka na kołnierzu Reichsmarschalla

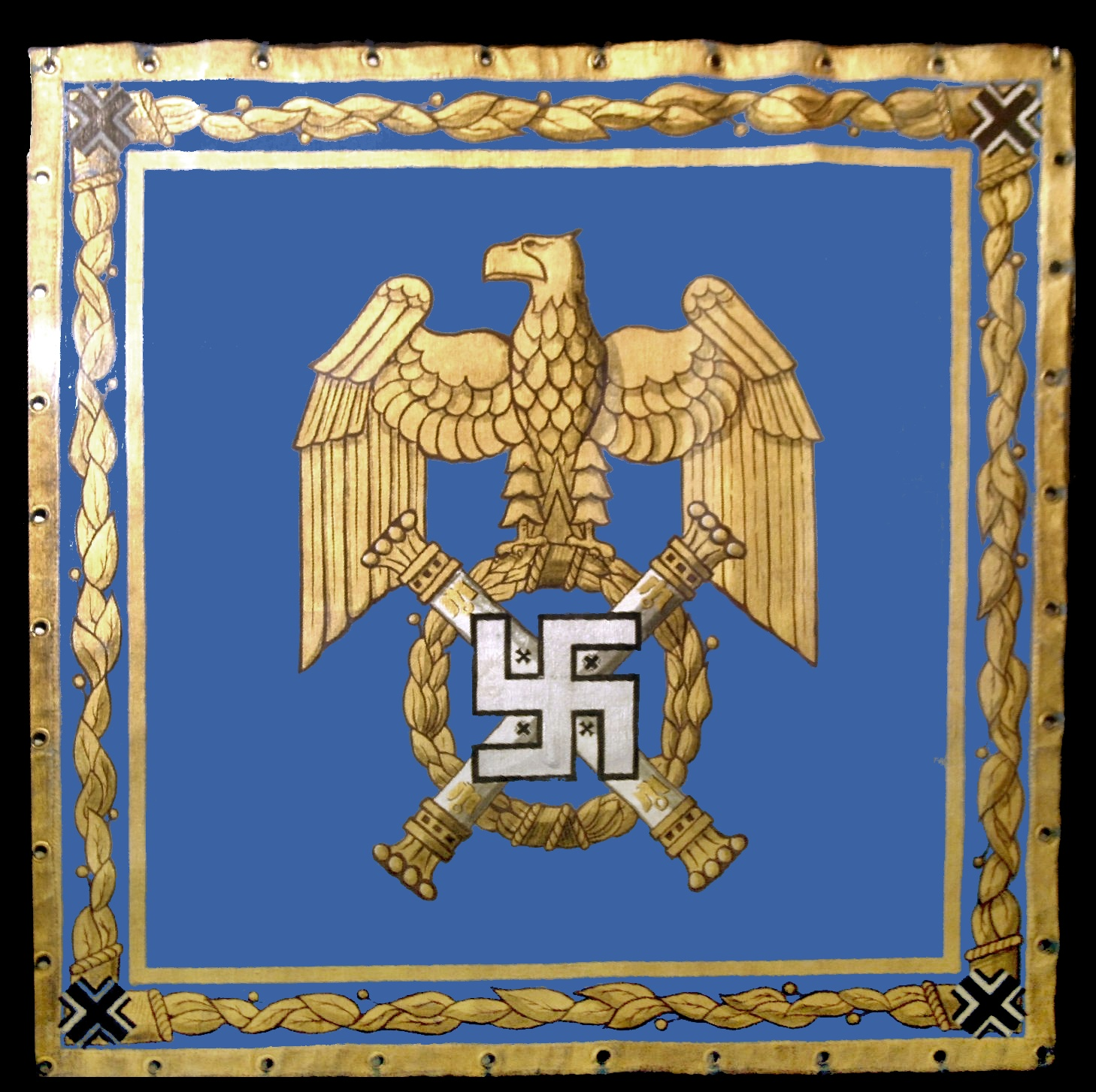
Sztandar Reichsmarschalla

Reichsmarschall (pol. tłum. Marszałek Rzeszy) – dawniej najwyższy niemiecki stopień wojskowy. Nie ma on polskiego odpowiednika. Za odpowiednik w innych państwach można uznać tytuł generalissimusa.
Pierwotnie używany był w armii Świętego Cesarstwa Rzymskiego. W czasie istnienia Cesarstwa Niemieckiego (1871–1918) nie został nadany nikomu. Jego stosowanie jako najwyższego stopnia wojskowego zostało przywrócone w III Rzeszy. Nadany on został jednak tylko jednej osobie – Hermannowi Göringowi, naczelnemu dowódcy Luftwaffe, w dniu 19 lipca 1940 r., po podboju Francji.
Göring znany był ze swojego zamiłowania do tytułów, orderów, specjalnie projektowanych dla siebie ostentacyjnych mundurów.
| # | Nazwisko       | Data nadania  | Laska                  | Mundur                  | Uwagi                         |
| - | -------------- | ------------- | ---------------------- | ----------------------- | ----------------------------- |
| 1 | Hermann Göring | 19 lipca 1940 | Laska Reichsmarschalla | Mundur Reichsmarschalla | zdegradowany 23 kwietnia 1945 |